# Diocesi di Ballarat
La diocesi di Ballarat (in latino Dioecesis Ballaratensis) è una sede della Chiesa cattolica in Australia suffraganea dell'arcidiocesi di Melbourne. Nel 2023 contava 89.124 battezzati su 450.401 abitanti. È retta dal vescovo Paul Bird, C.SS.R.

## Territorio
La diocesi comprende la parte occidentale dello Stato australiano di Victoria.
Sede vescovile è la città di Ballarat, dove si trova la cattedrale di San Patrizio.
Il territorio si estende su 58.000 km² ed è suddiviso in 32 parrocchie.

## Storia
La diocesi è stata eretta il 30 marzo 1874 con il breve Universi Dominici gregis di papa Pio IX, ricavandone il territorio dalla diocesi di Melbourne (oggi arcidiocesi).

## Cronotassi dei vescovi
Si omettono i periodi di sede vacante non superiori ai 2 anni o non storicamente accertati.
- Michael O'Connor † (24 aprile 1874 - 14 febbraio 1883 deceduto)
- James Moore † (12 gennaio 1884 - 26 giugno 1904 deceduto)
- Joseph Higgins † (3 marzo 1905 - 16 settembre 1915 deceduto)
- Daniel Foley † (12 aprile 1916 - 31 ottobre 1941 deceduto)
- James Patrick O'Collins † (23 dicembre 1941 - 1º maggio 1971 ritirato)
- Ronald Austin Mulkearns † (1º maggio 1971 succeduto - 30 maggio 1997 dimesso)
- Peter Joseph Connors (30 maggio 1997 - 1º agosto 2012 ritirato)
- Paul Bird, C.SS.R., dal 1º agosto 2012

## Statistiche
La diocesi nel 2023 su una popolazione di 450.401 persone contava 89.124 battezzati, corrispondenti al 19,8% del totale.
| anno | popolazione | popolazione | popolazione | presbiteri | presbiteri | presbiteri | presbiteri                | diaconi | religiosi | religiosi | parrocchie |
| anno | battezzati  | totale      | %           | numero     | secolari   | regolari   | battezzati per presbitero | diaconi | uomini    | donne     | parrocchie |
| ---- | ----------- | ----------- | ----------- | ---------- | ---------- | ---------- | ------------------------- | ------- | --------- | --------- | ---------- |
| 1959 | 64.110      | 305.000     | 21,0        | 128        | 96         | 32         | 500                       |         | 110       | 445       | 46         |
| 1966 | 74.016      | 300.000     | 24,7        | 136        | 95         | 41         | 544                       |         | 142       | 484       | 50         |
| 1968 | 75.399      | 354.400     | 21,3        | 129        | 92         | 37         | 584                       |         | 96        | 488       | 51         |
| 1980 | 81.900      | 353.000     | 23,2        | 114        | 85         | 29         | 718                       |         | 76        | 344       | 54         |
| 1990 | 88.300      | 354.000     | 24,9        | 102        | 85         | 17         | 865                       |         | 49        | 203       | 54         |
| 1999 | 96.877      | 379.851     | 25,5        | 80         | 67         | 13         | 1.210                     |         | 33        | 200       | 52         |
| 2000 | 96.877      | 379.851     | 25,5        | 80         | 66         | 14         | 1.210                     |         | 33        | 199       | 52         |
| 2001 | 96.877      | 379.851     | 25,5        | 72         | 57         | 15         | 1.345                     |         | 34        | 193       | 52         |
| 2002 | 96.877      | 379.851     | 25,5        | 65         | 55         | 10         | 1.490                     |         | 26        | 179       | 52         |
| 2003 | 96.877      | 379.851     | 25,5        | 65         | 55         | 10         | 1.490                     |         | 25        | 177       | 52         |
| 2004 | 96.877      | 379.851     | 25,5        | 64         | 54         | 10         | 1.513                     |         | 27        | 167       | 52         |
| 2006 | 97.900      | 384.000     | 25,5        | 65         | 54         | 11         | 1.506                     |         | 29        | 148       | 52         |
| 2012 | 104.600     | 418.000     | 25,0        | 63         | 57         | 6          | 1.660                     |         | 20        | 103       | 51         |
| 2015 | 103.600     | 414.000     | 25,0        | 55         | 47         | 8          | 1.883                     |         | 12        | 87        | 51         |
| 2018 | 108.000     | 431.780     | 25,0        | 55         | 45         | 10         | 1.963                     |         | 14        | 71        | 50         |
| 2020 | 105.620     | 422.535     | 25,0        | 58         | 46         | 12         | 1.821                     |         | 16        | 65        | 41         |
| 2022 | 97.130      | 429.190     | 22,6        | 63         | 52         | 11         | 1.541                     | 2       | 14        | 53        | 37         |
| 2023 | 89.124      | 450.401     | 19,8        | 50         | 41         | 9          | 1.782                     |         | 12        | 47        | 32         |

## Istituti religiosi presenti in diocesi
Nel 2011 contavano comunità in diocesi i seguenti istituti:
- Comunità femminili
  - Istituto della Beata Vergine Maria (ramo irlandese)
  - Istituto delle suore della misericordia di Australia (congregazioni di Ballarat East e Melbourne)
  - Religiose di Nostra Signora di Sion
  - Suore del Buon Samaritano dell'Ordine di San Benedetto
  - Suore di Nazareth
  - Suore di San Giovanni di Dio
  - Suore di San Giuseppe del Sacro Cuore di Gesù
  - Suore di Santa Brigida

- Comunità maschili
  - Congregazione del Santissimo Redentore
  - Fratelli cristiani
  - Fratelli maristi delle scuole
  - Missionari del Sacro Cuore di Gesù 
  - Ordine dei frati minori
  - Ordine dei frati predicatori
  - Società del Verbo Divino